# Радянська Україна (радиостанция)
«Радянська Україна» (с укр. — «Советская Украина») — советская украиноязычная радиостанция Украинского радиокомитета, осуществлявшая свою деятельность во время Великой Отечественной войны.
Работала в Москве с 28 ноября 1941 года по 19 июля 1944 года. На ней выступали правительственные и культурные деятели, транслировалась информация о положении дел на фронте, тылу и за рубежом.

## История
После захвата Харькова в октябре 1941 года немецкими войсками и оккупации территории УССР, возникла необходимость информирования населения республики про положение дел на фронте, тылу и за рубежом. С этой целью в Саратове с 23 ноября 1941 года начала своё вещание «Радиостанция имени Тараса Шевченко» (укр. Радіостанція імені Тараса Шевченка), а в Москве 28 ноября 1941 года начала свою деятельность радиостанция «Радянська Україна» («Советская Украина»). Последняя стала основным центром украинского радиовещания в период Великой Отечественной войны.
Передачи велись на волне 48,23 метра. Большую часть эфира занимали собственные программы, а также на радиостанции звучали трансляции передач Всесоюзного радио. На радиостанции работали профессиональные журналисты Григорий Шуйский (руководитель), П. Зинченко, Я. Сирченко, В. Медведев, М. Скачко, Р. Краковская, А. Кроль, писатели Александр Копыленко, Петро Панч, Иван Нехода, Дмитрий Белоус, Николай Нагнибеда. В качестве внештатных сотрудников привлекались писатели Владимир Сосюра, Владимир Владко и др. Постоянными дикторами были А. Евенко и Ф. Сергеева-Круглова. В январе-июне 1943 года перед микрофоном станции в качестве внештатного радиокомментатора выступал Ярослав Галан.
Главное место в эфире радиостанции отводилось комментариям документов Ставки Верховного главнокомандования, сообщениям Совинформбюро, материалам ТАСС, РАТАУ, центральных и республиканских газет, зарубежной информации, сообщениям с фронтов военных корреспондентов Украинского радиокомитета о боевых действиях РККА, освещались подвиги советских бойцов, партизан, подпольщиков. Значительное время уделялось ведению контрпропагандистских и литературных передач. Известностью пользовался еженедельный юмористический радиожурнал «Сатирический залп», одним из редакторов которого был Александр Довженко.
6 ноября 1943 года Киев был освобождён, а начиная со следующего месяца из столицы Украины передавались информационные выпуски. В феврале 1944 года вещание было распространено на территорию всей республики. 10 июля 1944 радиостанция «Радянська Україна» прекратила вести свои передачи из Москвы и программы для украинского населения звучали уже из Киева.
C марта 1945 года началось возвращение населению радиоприёмников, конфискованных властью в июне 1941 года, что сделало возможным для населения Украины слушать передачи.